# Hypsiboas dentei
Hypsiboas dentei es una especie de anfibios de la familia Hylidae.
Habita en Brasil, Guayana Francesa y posiblemente en Surinam.
Sus hábitats naturales incluyen bosques tropicales o subtropicales secos y a baja altitud, ríos, marismas de agua dulce y corrientes intermitentes de agua.